# نفلسك

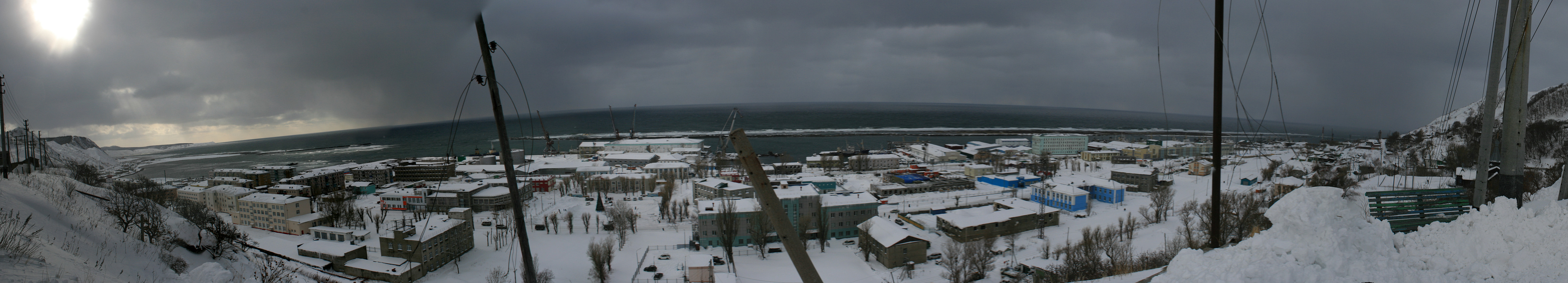

نفلسك (الروسية: Невельск، باليابانية هونتو 本斗) هي مدينة وميناء في مقاطعى نفلسكي جنوب الكيان الفدرالي الروسي ساخالين أوبلاست. وتقع على الساحل الجنوبي الغربي لجزيرة سخالين، وتبعد 123 كيلومتر (76 ميل) من يوجنو ساخالينسك، والمركز الإداري للإقليم. السكان: 11,682 (تعداد 2010)؛ 18,639 (تعداد 2002). 24,236 (1989 التعداد)

## المناخ
يظهر الجدول التالي التغييرات المناخية على مدار السنة لنفلسك:
| البيانات المناخية لـنفلسك         | البيانات المناخية لـنفلسك | البيانات المناخية لـنفلسك | البيانات المناخية لـنفلسك | البيانات المناخية لـنفلسك | البيانات المناخية لـنفلسك | البيانات المناخية لـنفلسك | البيانات المناخية لـنفلسك | البيانات المناخية لـنفلسك | البيانات المناخية لـنفلسك | البيانات المناخية لـنفلسك | البيانات المناخية لـنفلسك | البيانات المناخية لـنفلسك | البيانات المناخية لـنفلسك |
| الشهر                             | يناير                     | فبراير                    | مارس                      | أبريل                     | مايو                      | يونيو                     | يوليو                     | أغسطس                     | سبتمبر                    | أكتوبر                    | نوفمبر                    | ديسمبر                    | المعدل السنوي             |
| --------------------------------- | ------------------------- | ------------------------- | ------------------------- | ------------------------- | ------------------------- | ------------------------- | ------------------------- | ------------------------- | ------------------------- | ------------------------- | ------------------------- | ------------------------- | ------------------------- |
| الدرجة القصوى °م (°ف)             | 8.2 (46.8)                | 7.2 (45.0)                | 12.9 (55.2)               | 21.2 (70.2)               | 24.6 (76.3)               | 29.0 (84.2)               | 29.3 (84.7)               | 29.2 (84.6)               | 27.8 (82.0)               | 22.0 (71.6)               | 16.1 (61.0)               | 10.4 (50.7)               | 29.3 (84.7)               |
| متوسط درجة الحرارة الكبرى °م (°ف) | −5.5 (22.1)               | −4.8 (23.4)               | −0.6 (30.9)               | 5.7 (42.3)                | 10.8 (51.4)               | 14.8 (58.6)               | 18.7 (65.7)               | 20.6 (69.1)               | 17.9 (64.2)               | 11.7 (53.1)               | 3.6 (38.5)                | −2.4 (27.7)               | 7.5 (45.6)                |
| المتوسط اليومي °م (°ف)            | −8.0 (17.6)               | −7.6 (18.3)               | −3.4 (25.9)               | 2.6 (36.7)                | 7.3 (45.1)                | 11.5 (52.7)               | 15.7 (60.3)               | 17.6 (63.7)               | 14.7 (58.5)               | 8.3 (46.9)                | 0.7 (33.3)                | −4.9 (23.2)               | 4.5 (40.2)                |
| متوسط درجة الحرارة الصغرى °م (°ف) | −10.5 (13.1)              | −10.2 (13.6)              | −6.1 (21.0)               | 0.0 (32.0)                | 4.4 (39.9)                | 8.7 (47.7)                | 13.2 (55.8)               | 15.1 (59.2)               | 11.8 (53.2)               | 5.3 (41.5)                | −2.1 (28.2)               | −7.4 (18.7)               | 1.8 (35.3)                |
| أدنى درجة حرارة °م (°ف)           | −22.5 (−8.5)              | −22.4 (−8.3)              | −21.6 (−6.9)              | −11.9 (10.6)              | −5.1 (22.8)               | −0.5 (31.1)               | 3.2 (37.8)                | 6.1 (43.0)                | 0.0 (32.0)                | −7.1 (19.2)               | −15.0 (5.0)               | −19.7 (−3.5)              | −22.5 (−8.5)              |
| الهطول مم (إنش)                   | 68.0 (2.68)               | 51.8 (2.04)               | 38.5 (1.52)               | 46.2 (1.82)               | 57.1 (2.25)               | 56.5 (2.22)               | 95.5 (3.76)               | 101.6 (4.00)              | 97.7 (3.85)               | 87.0 (3.43)               | 78.7 (3.10)               | 78.3 (3.08)               | 856.8 (33.73)             |
| متوسط أيام هطول الأمطار           | 24.6                      | 19.9                      | 16.4                      | 12.1                      | 12.4                      | 12.3                      | 13.2                      | 12.8                      | 13.4                      | 14.2                      | 17.1                      | 22.8                      | 191.2                     |
| متوسط الأيام الممطرة              | 1                         | 1                         | 1                         | 8                         | 14                        | 15                        | 15                        | 16                        | 15                        | 15                        | 7                         | 2                         | 110                       |
| متوسط الأيام المثلجة              | 25                        | 22                        | 20                        | 10                        | 3                         | 0                         | 0                         | 0                         | 0                         | 3                         | 16                        | 25                        | 124                       |
| المصدر #1: Weatherbase            |                           |                           |                           |                           |                           |                           |                           |                           |                           |                           |                           |                           |                           |
| المصدر #2: Climatebase.ru         |                           |                           |                           |                           |                           |                           |                           |                           |                           |                           |                           |                           |                           |

## توأمة
لنفلسك اتفاقيات توأمة مع:
- واكاناي